# 藤原彰子
藤原 彰子（ふじわら の しょうし / あきこ、988年〈永延2年〉- 1074年10月25日〈承保元年10月3日〉）は、日本の第66代天皇・一条天皇の皇后（中宮）。後一条天皇、後朱雀天皇の生母（国母）、女院。院号は上東門院（じょうとうもんいん）。大女院（おおにょいん）とも称された。
女房には、『源氏物語』作者の紫式部、王朝有数の歌人として知られた和泉式部、歌人で『栄花物語』正編の作者と伝えられる赤染衛門、続編の作者と伝えられる出羽弁、紫式部の娘で歌人の越後弁（のちの大弐三位、後冷泉天皇の乳母）、「古の奈良の都の八重桜 けふ九重に匂ひぬる哉」の一首が有名な歌人の伊勢大輔などを従え、文芸界を形成していた。
紫式部日記に、中宮彰子が妊娠中の身で心身大変な時期であるにも関わらず女房達を気遣っている様子などが書かれており、紫式部は中宮彰子のことを「探し出してでも仕えるべき人」と絶賛している。

## 系譜
藤原道長の長女。母は左大臣源雅信の女・倫子（964-1053）。同母弟妹に関白太政大臣頼通（992-1074）・同教通（996-1075）と、三条天皇中宮妍子（994-1027）・後一条天皇中宮威子（999-1036）・後朱雀天皇妃嬉子（1007-1025）が、また異母弟には右大臣頼宗・権大納言能信・同長家らがいる。

## 経歴

### 誕生・幼少時
永延2年（988年）土御門邸で生まれる。誕生の日は不明であるが、藤原道長と源倫子の結婚は前年の12月16日であるので、9月から12月の誕生と推定される。両親はもとより、倫子を帝の后妃にしようという思いがかなわなかった外祖父・源雅信、雅信ら源氏勢力を懐柔したい内祖父・藤原兼家、両家にとって慶事であり、盛大な産養（誕生の祝宴）が行われたことが『栄花物語』にみえる。
正暦元年（990年）12月、3歳で袴着が行われた。この儀を欠席した藤原実資は、雅信と道長がそのことで不快感を持っていたと翌日伝え聞いて驚いている。
長徳元年（995年）、彰子8歳の時に、父・道長が内覧の宣旨を受ける。

### 入内・立后
長保元年（999年）2月9日、裳着を終えた後、2月11日に一条天皇から従三位に叙せられる。11月1日、一条天皇の後宮に入り、11月7日に女御宣下をうけた。このとき彰子は12歳（満年齢で11歳）であったが、一条天皇の第一后の藤原定子が出家しており公務が滞っていることなどの理由から政治を安定させる意味で世間から望まれていた。
入内当時、一条天皇の後宮にはすでに正暦元年（990年）に中宮として冊立されていた藤原定子がいたが、長徳2年（996年）5月、一条天皇の命をうけた検非違使によって兄弟の藤原伊周と藤原隆家が訴追され（長徳の変）、兄弟を匿っていた定子は突発的に自ら鋏を取って髪を切り、出家した。しかし、その後も一条天皇は定子と逢瀬を続け、同年に定子は天皇の第一子・脩子内親王を出産し、彰子の女御宣下と同じ長保元年11月7日には第一皇子・敦康親王を出産する。藤原実資によると、定子は僧形にあったのに「彼宮人々」は出家していなかったと言い合ったため、公家社会の反発と支持の低下を招いていく。実資の『小右記』長保元年十一月七日条には、落飾しながら子を儲けた中宮が「横川の皮仙」と世間から陰口を言われていた事が記されており、彰子の入内に公卿の多くが行列で付き添ったというのも、彰子の入内が宮廷に安定をもたらす要因として公卿社会から歓迎された結果によるものとされる。
また中関白家全盛時代には定子の父の関白・藤原道隆が定子以外の入内を許さなかったが、道隆死去後に内覧となった道長はそれを許したため、長徳2年から長徳4年（998年）にかけて藤原義子、藤原元子、藤原尊子が順に入内していた。だが一条天皇に寵愛された元子は前年に妊娠異常か想像妊娠の騒ぎを起こした後に里居しており、寵愛の薄かった義子も尊子も懐妊せず、里居がちであった。
それに加えて出家した定子が宮中神事を行えず一部を道長が代行していた事、道隆が定子を中宮にたてるため三后を強引に四后にしていたが、この頃には三后に戻り、さらに太皇太后の昌子内親王が死去して二后になった事を背景に、当時の蔵人頭であった藤原行成が、まだ皇子懐妊が近くのぞめない彰子の後宮での存在感を固めたい道長の意図を汲み、長保2年（1000年）正月に一条天皇に対して彰子立后の意見具申を東三条女院の親書をもって行う。彰子に対して一条天皇から立后兼宣旨が下り、2月25日（1000年4月2日）に里で立后の儀が執り行われ、中宮に冊立される。このとき、后位にあった定子が存命していたため、これは史上初の一帝二后とされるが、行成はかつて道隆が円融天皇に遵子中宮がいるにもかかわらず、定子を一条天皇の中宮に立てた事を前例とした。本来、中宮というのは皇后の別称、もしくは三后（太皇太后・皇太后・皇后）の総称であったが、定子が中宮となり四后となった中関白家時代から、皇后と中宮の地位が分離していた。
彰子が中宮に冊立されて一年も経たない長保2年12月、定子はまたも一条天皇の子を身籠るが、第二皇女・媄子内親王を出産した直後に難産で死去。彰子は一条天皇の唯一の正妃となった。一条天皇はその後も元子を寵愛するなどしたが、彰子はその間、故定子の皇子・敦康親王（脩子内親王、媄子内親王とはそれぞれ別々）を引き取り養育した。

### 中宮として
彰子は、13歳で一条天皇の第一皇子・敦康親王の養母となる。一条天皇にとっては母を失った第一皇子を、正室である中宮が養育するのは理想形であった。一方で、道長は飲水病に体を蝕まれており、自らのみならず兄弟姉妹のいる兼家流藤原氏を守るためにも、彰子に子が生まれるまで敦康親王を後見せざるを得なかった。彰子は親王を自らの局である藤壺に引き取って、日常的に養育することになる。この際、まだ幼い彰子に代わり、母の倫子が積極的に育児に関わったとされる。
倫子は娘を精力的に補佐したとされるが、彰子も寛弘4年（1007年）に倫子が44歳で末妹・藤原嬉子を出産した際、第七夜の産養を主催している。彰子は母と末妹に織物衣と産着を贈った。道長はこのことについて、「未だ家から立たれた皇后が、母の為にこのようなことをなさったことはない。百年来、聞いたことがない」と喜びをもって『御堂関白記』に記している。だが、道長は妻倫子の出産を喜びつつも、実際のところは19歳になった彰子の懐妊・出産を待ち望んでいたと思われ、この年の夏、金峯山へ参詣している。その間に藤原伊周、隆家兄弟が武士の平致頼を使って道長を暗殺しようとしているとの噂が浮上し金峯山に勅使が派遣されるが、あくまでも噂に終わり道長は無事帰京している。
寛弘5年（1008年）初春、ついに彰子の懐妊が判明する。9月11日、30時間以上におよぶ難産の末、土御門殿にて一条天皇の第二皇子・敦成親王（後一条天皇）を出産した。彰子の女房であった紫式部の手になる『紫式部日記』にはこの懐妊・出産の様子が詳細に綴られている。道長は大いに喜び、一条天皇もきっちりとした後見の元に皇子が生まれたことに安堵したらしい。一条天皇は彰子と若宮の内裏参入が11月17日と聞いたため、「あまりに先のことであるから（待ちきれないので）自分が訪れる」と言い、10月16日に土御門殿へ行幸する。
しかし、この出来事を不満に思ったのは妹の定子が産んだ第一皇子の敦康親王を甥にもつ伊周であった。寛弘6年（1009年）正月末、彰子と敦成親王への呪詛が発覚する。呪詛を行ったとして捕縛されたのは円能という法師で、関係者に高階明順、高階光子、源方理の名前が出た。彼らは全て伊周の縁者であり、朝政に復帰していた伊周も大きな打撃を受ける。同年彰子は再び懐妊し、11月25日にすんなりと安産で第三皇子・敦良親王（後朱雀天皇）を出産。これにより道長の威信は大きく強まった。伊周は翌寛弘7年（1010年）正月に没する。
寛弘8年（1011年）5月、一条天皇が発病する。一条天皇は皇后・定子所生の敦康親王を正嫡としていまだ後継者に望んでおり、中宮である彰子も手元で育てていた敦康親王に同情的であった。しかし藤原行成は敦成親王の立太子を進言した。理由の一つは「第一に、皇統を嗣ぐのは、皇子が正嫡であるか否かや天皇の寵愛に基づくのではなく、外戚が朝廷の重臣かどうかによるものであり、今、道長が「重臣外戚」であるので、「外孫第二皇子（敦成）」を皇太子とすべきである」というものであった。一条天皇は敦康親王を立太子するのをあきらめ、敦成親王を立太子させることにする。そして6月13日、一条天皇は居貞親王（三条天皇）に譲位し、敦成親王が東宮に立った。
ところが、養い子が蔑ろにされていくことに怒りをあらわにしたのが彰子であった。父・道長と夫・一条天皇が彰子に譲位のことを一切相談していなかったことも、彼女の怒りを買った。
6月14日に一条天皇は道長に出家の意を示し、19日に出家する。21日、一条院は辞世の御製「露の身の 風の宿りに 君を置きて 塵を出でぬる 事ぞ悲しき」を詠み、人事不省となった。22日に宝算32歳で崩御。彰子も琵琶殿に遷御した。24歳の若さで夫を失った彰子の嘆きは深かったようで、まだ幼い子供達を抱えた彼女は、「見るままに露ぞこぼるるおくれにし心も知らぬ撫子の花」と詠んだ。

### 国母へ
長和元年（1012年）2月14日に皇太后となる。長和2年（1013年）、彰子の同母妹である三条天皇の中宮・妍子がしきりに饗宴を催して諸卿を煩わせていたことに配慮し、彰子は一種物という饗宴を取りやめさせた。藤原実資はこれを聞いて「賢后と申すべきである（『小右記』）」と感動している。
長和5年（1016年）正月29日には敦成親王が即位し（後一条天皇）、翌年3月、道長は摂政・藤氏長者をともに嫡子・藤原頼通にゆずり、出家して政界から身を引いた。その年、敦明親王が皇太子廃位を願い出た際も、彰子は敦康親王の立太子を推したが道長に聞き入れられず、敦良親王が皇太子となった。
なお、道長の摂政就任と退任の上表は幼少の天皇ではなく彰子宛に出され、退任後の太政大臣補任も彰子の令旨によって行われている。これは天皇の一種の分身的存在である摂政（およびその退任者）の人事が、天皇や摂政自身によって行われることは一種の矛盾（自己戴冠の問題）を抱えていたからだと考えられている。道長の出家後、彰子は一門を統率し、弟の頼通らと協力して摂関政治を支えた。しかしこの後、摂関家一族の姫は入内すれども男児には恵まれないという不運が続いていく。
寛仁2年（1018年）正月7日に太皇太后となる。万寿3年（1026年）正月19日、落飾し法名を清浄覚とする。同日、一条天皇母后で、彼女にとっては伯母で義母でもあった東三条院詮子の先例にならって女院号を賜り、上東門院を称した。後年、父道長が建立した法成寺の内に東北院を建てて、晩年ここを在所としたため、別称を東北院ともいう。

### 後半生
長元9年（1036年）4月17日に後一条天皇、寛徳2年（1045年）正月18日に後朱雀天皇が崩御し、10年の間に二人の子を失った。その後は孫の後冷泉天皇が即位したが、『古事談』にはその代に息子・藤原師実へ関白職を譲りたい旨を頼通から聞かされた時、女官に髪を梳かせていた彰子はにわかに機嫌を悪くし、内裏へ「父・道長の遺令に背くのでお許しにならぬように」との旨を奏上させ、ために頼通は弟・藤原教通へ譲らざるをえなかったというエピソードがある。一方で「教通の摂関は一代限りで次代は頼通の子に継承させる」ことも厳守させ、息子・藤原信長に継承させたい教通の意を阻んで師実を排除しないように監視した。
永承7年（1052年）には重篤な病に陥るが、頼通・教通らは国母の病気平癒の願いを込めて大赦を奏請し、これにより前年から始まっていた前九年の役が一時停戦となっている。その後体調は回復したが、後冷泉天皇のみならず、父・道長が全盛を築いた摂関政治を終焉に導くこととなった後三条天皇と、二人の孫にまで先立たれた。彼女は比較的多くの和歌を残したが、なかでも後一条天皇の死後に詠んだ「ひと声も君に告げなんほととぎす　この五月雨は闇にまどふと」等、肉親の死を悼んだ歌が多い。
曾孫・白河天皇の代、承保元年（1074年）10月3日、法成寺阿弥陀堂内にて、87歳で崩御した。同年2月2日に薨去した長弟・頼通に遅れること8か月であった。翌年には次弟・教通も薨じ、院政開始への道が敷かれた。

## 墓所
東山鳥辺野の北辺にある大谷口にて荼毘に付され、遺骨は宇治木幡の地にある藤原北家累代の墓所のうち、入内して中宮などになった女性たちの埋葬地（宇治陵）に納められた。葬送の日、弟の関白教通は御禊を目前に控えながら白河天皇の制止を振り切り、霊柩の後を歩行して扈従したという。

## 人物・逸話
- 二代の国母として摂関政治の全盛に貢献し、後世、あやかるべき吉例として長く景仰された[52]。
- 『紫式部日記』には彰子の肌が透き通るように美しく、髪もふさふさとして見事な様が記されている。
- 聡明で優しく、ライバルとされる中関白家にも贈物など礼儀や援助をかかさず生涯面倒を見た。
- 一条天皇とは最期まで一緒におり、一条の辞世の句は彰子の傍らで読まれ、彰子が書き留めた。
- 局に藤壺（飛香舎）が割り当てられたため、『栄花物語』では彰子のことを「かかやく藤壺」と賞している。

## 乳母
彰子の乳母と伝わる人物は3人いる。
- 源信子 - 長保2年（1000年）4月7日従五位下[54]。
- 源芳子 - 長保2年（1000年）4月7日、信子と同時に従五位下に叙せられた。
- 藤原親明女（源高雅室） - 彰子立后の際に叙位されていない点からすれば、彼女は産事などによって早く没したと考定される[55]。なお、同じく彰子に仕えていた実妹基子が彼女の没後に夫であった源高雅と再婚していることもあって混同されやすいがこちらは後一条天皇の乳母であった[56]。

## 関連作品
小説
- 少年陰陽師 - 登場人物
- 月と日の后（著：冲方丁、2021年）

映画
- 千年の恋 ひかる源氏物語（2001年、東映、出演：水橋貴己）
- 源氏物語 千年の謎（2011年、東宝、出演：蓮佛美沙子）

テレビドラマ
- 女人連祷（1958年、CBCテレビ、出演：伊藤満貴子）
- 光る君へ（2024年、NHK大河ドラマ、出演：見上愛[57]）
- 紫式部のスマホ（2024年9月、NHK、出演：麗良）

漫画
- ねこねこ日本史（漫画：そにしけんじ）
- 神作家・紫式部のありえない日々（漫画：D・キッサン）

アニメ
- ねこねこ日本史（Eテレ、ジョーカーフィルムズ）